# فوجو، هیروشیما
فوجو در استان هیروشیما در کشور ژاپن واقع شده است  که دارای جمعیت ۴۴٬۲۱۲ نفر و مساحت ۱۹۵٫۷۱ کیلومتر مربع با تراکم جمعیت 226  نفر در کیلومترمربع است و در تاریخ ۳۱ مارس ۱۹۵۴ به عنوان شهر شناخته شد.